# Segunda Categoría de Chimborazo 2018
El Campeonato Provincial de Segunda Categoría de Chimborazo 2018 fue un torneo de fútbol en Ecuador en el cual compitieron equipos de la Provincia de Chimborazo. El torneo fue organizado por la Asociación de Fútbol No Aficionado de Chimborazo (AFNACH) y avalado por la Federación Ecuatoriana de Fútbol. El torneo empezó el 19 de mayo de 2018 y finalizó el 15 de julio de 2018. Participaron 6 clubes de fútbol y entregó 2 cupos al Zonal de Ascenso de la Segunda Categoría 2018 por el ascenso a la Serie B.

## Sistema de campeonato
El sistema determinado por la Asociación de Fútbol No Aficionado de Chimborazo fue el siguiente:
- Se jugó una etapa única con los 6 equipos establecidos, fue todos contra todos ida y vuelta (10 fechas), al final el equipo que terminó en primer y segundo lugar clasificaron a los zonales de Segunda Categoría 2018 como campeón y vicecampeón respectivamente.

## Equipos participantes
| Equipos participantes                  | Equipos participantes | Equipos participantes                  |
| -------------------------------------- | --------------------- | -------------------------------------- |
|                                        |                       |                                        |
| Equipo                                 | Ciudad                | Estadio                                |
| Club Deportivo Star Club               | Riobamba              | Estadio Salesiano Padre Pascual Bissón |
| Club Estudiantes de La Plata (Ecuador) | Pallatanga            | Estadio Municipal de Pallatanga        |
| Independiente San Pedro                | Alausí                | Estadio Municipal de Alausí            |
| Club Deportivo Darwin                  | Alausí                | Estadio Municipal de Alausí            |
| Club Deportivo Guano                   | Guano                 | Estadio Timoteo Machado                |
| Club Social y Deportivo Alianza        | Guano                 | Estadio Timoteo Machado                |

## Equipos por cantón
| Cantón     | N.º | Equipos                            |
| ---------- | --- | ---------------------------------- |
| Guano      | 2   | - Deportivo Guano - Alianza        |
| Alausí     | 2   | - Independiente San Pedro - Darwin |
| Pallatanga | 1   | - Estudiantes de La Plata          |
| Riobamba   | 1   | - Star Club                        |

## Clasificación
| Pos. | Equipo                  | Pts. | PJ | G | E | P | GF | GC | Dif. |  |
| ---- | ----------------------- | ---- | -- | - | - | - | -- | -- | ---- |  |
| 1    | Alianza                 | 24   | 10 | 7 | 3 | 0 | 24 | 0  | +24  |  |
| 2    | Deportivo Guano         | 21   | 10 | 6 | 3 | 1 | 25 | 5  | +20  |  |
| 3    | Star Club               | 17   | 10 | 5 | 2 | 3 | 14 | 13 | +1   |  |
| 4    | Independiente San Pedro | 11   | 10 | 3 | 2 | 5 | 10 | 11 | −1   |  |
| 5    | Darwin                  | 7    | 10 | 2 | 1 | 7 | 7  | 23 | −16  |  |
| 6    | Estudiantes de La Plata | 4    | 10 | 1 | 1 | 8 | 5  | 33 | −28  |  |

Actualizado a los partidos jugados el 15 de julio de 2018.
 Fuente: FEF
Criterios de clasificación: 1) Puntos; 2) Diferencia de goles; 3) Goles marcados
|  | Campeón y clasificado a los zonales de Segunda Categoría 2018.     |
|  | Vicecampeón y clasificado a los zonales de Segunda Categoría 2018. |

## Evolución de la clasificación
| Equipo / Jornada        | 01 | 02 | 03 | 04 | 05 | 06 | 07 | 08 | 09 | 10 |
| ----------------------- | -- | -- | -- | -- | -- | -- | -- | -- | -- | -- |
| Alianza                 | 3  | 2  | 1  | 2  | 1  | 1  | 2  | 1  | 1  | 1  |
| Deportivo Guano         | 5  | 5  | 3  | 1  | 2  | 2  | 1  | 2  | 2  | 2  |
| Star Club               | 2  | 1  | 4  | 4  | 4  | 4  | 3  | 3  | 3  | 3  |
| Independiente San Pedro | 1  | 3  | 2  | 3  | 3  | 3  | 4  | 4  | 4  | 4  |
| Darwin                  | 4  | 4  | 5  | 5  | 5  | 5  | 5  | 5  | 5  | 5  |
| Estudiantes de La Plata | 6  | 6  | 6  | 6  | 6  | 6  | 6  | 6  | 6  | 6  |

## Resultados
| Star Club               | 2 - 1 | Darwin                  | Pascual Bissón          | 19 de mayo | 12:30 |
| Estudiantes de La Plata | 1 - 4 | Independiente San Pedro | Municipal de Pallatanga | 19 de mayo | 12:30 |
| Alianza                 | 1 - 0 | Deportivo Guano         | Timoteo Machado         | 20 de mayo | 12:30 |

| Star Club       | 0 - 0 | Alianza                 | Pascual Bissón      | 26 de mayo | 12:30 |
| Deportivo Guano | 1 - 0 | Independiente San Pedro | Timoteo Machado     | 27 de mayo | 13:00 |
| Darwin          | 1 - 0 | Estudiantes de La Plata | Municipal de Alausí | 27 de mayo | 15:00 |

| Estudiantes de La Plata | 0 - 1 | Alianza   | Municipal de Pallatanga | 2 de junio | 14:00 |
| Deportivo Guano         | 1 - 0 | Star Club | Timoteo Machado         | 3 de junio | 13:00 |
| Independiente San Pedro | 2 - 0 | Darwin    | Municipal de Alausí     | 3 de junio | 15:00 |

| Star Club | 4 - 1 | Estudiantes de La Plata | Pascual Bissón      | 9 de junio  | 12:30 |
| Darwin    | 1 - 2 | Deportivo Guano         | Municipal de Alausí | 9 de junio  | 15:00 |
| Alianza   | 3 - 0 | Independiente San Pedro | Timoteo Machado     | 10 de junio | 12:30 |

| Estudiantes de La Plata | 0 - 6 | Deportivo Guano | Municipal de Pallatanga | 13 de junio | 14:00 |
| Independiente San Pedro | 2 - 1 | Star Club       | Municipal de Alausí     | 13 de junio | 15:00 |
| Alianza                 | 6 - 0 | Darwin          | Timoteo Machado         | 13 de junio | 15:00 |

| Star Club       | 1 - 0 | Independiente San Pedro | Pascual Bissón      | 16 de junio | 12:30 |
| Deportivo Guano | 8 - 0 | Estudiantes de La Plata | Timoteo Machado     | 17 de junio | 13:00 |
| Darwin          | 0 - 3 | Alianza                 | Municipal de Alausí | 17 de junio | 15:00 |

| Independiente San Pedro | 0 - 0 | Alianza   | Municipal de Alausí     | 23 de junio | 14:00 |
| Estudiantes de La Plata | 0 - 1 | Star Club | Municipal de Pallatanga | 23 de junio | 15:00 |
| Deportivo Guano         | 4 - 0 | Darwin    | Timoteo Machado         | 24 de junio | 13:00 |

| Darwin    | 1 - 0 | Independiente San Pedro | Municipal de Alausí | 29 de junio | 15:30 |
| Star Club | 2 - 2 | Deportivo Guano         | Pascual Bissón      | 30 de junio | 12:30 |
| Alianza   | 6 - 0 | Estudiantes de La Plata | Timoteo Machado     | 1 de julio  | 12:30 |

| Estudiantes de La Plata | 1 - 1 | Darwin          | Municipal de Pallatanga | 7 de julio | 13:30 |
| Independiente San Pedro | 1 - 1 | Deportivo Guano | Municipal de Alausí     | 8 de julio | 13:30 |
| Alianza                 | 4 - 0 | Star Club       | Timoteo Machado         | 8 de julio | 13:30 |

| Darwin                  | 2 - 3 | Star Club               | Municipal de Alausí | 14 de julio | 15:00 |
| Deportivo Guano         | 0 - 0 | Alianza (C)             | Timoteo Machado     | 15 de julio | 14:00 |
| Independiente San Pedro | 1 - 2 | Estudiantes de La Plata | Municipal de Alausí | 15 de julio | 15:00 |

## Campeón
| |
| |
| Club Social y Deportivo Alianza 2.° título Clasifica a los zonales de la Segunda Categoría 2018 - También clasifica Club Deportivo Guano como vicecampeón. |